# Seminari Menor de Barcelona
El Seminari Menor de Barcelona, va ser un seminari menor pertanyent a l'Arquebisbat de Barcelona que va estar actiu des de 1940 fins a 1998 en el paratge de La Conreria (Tiana). El seu nom oficial era Seminari Menor Diocesà Nostra Senyora de Montalegre.

## Història
Aquesta institució es va situar al poc d'acabar la Guerra Civil a l'antic edifici de la Conreria, pertanyent al monestir de la Cartoixa de Santa Maria de Montalegre (Tiana), quan el prior de la Cartoixa va oferir al Bisbe de Barcelona la possibilitat d'instal·lar a la Conreria el Seminari Menor de la Diòcesi, i aquest acceptà, firmant-se aleshores un contracte de cessió el 16 de març de 1940. El 29 de setembre d'aquell mateix any comença el primer curs a la Conreria amb 128 alumnes i quatre superiors.
En una primera etapa (1940-1961) el Seminari Menor va ser dirigit pels sacerdots de la Germandat de Sacerdots Operaris Diocesans del Sagrat Cor de Jesús i en la seva segona i última per sacerdots diocesans. En aquest Seminari Menor estudiaven nens i adolescents d'entre 11 i 17 anys que presentaven certa vocació cap al sacerdoci, però a partir de 1971 es va obrir a alumnes que encara que no manifestaven aquesta vocació, desitjaven formar-se en un centre catòlic. Entre 1943 i 1947 s'efectuen reformes importants en l'"edifici vell" consistents en aixecar un pis tant a la façana principal com a les laterals, per donar cabuda a nous dormitoris i sales d'estudi.
En els anys seixanta i primers setanta dirigeixen el Seminari de la Conreria Mn. Josep Campo (1961-1967), Mn. Carles Soler i Perdigó (1967-1970) i Mn. Felip Casañas i Guri (1970-1971). Entre 1962 i 1964 l'edifici va ser ampliat amb la construcció de la part nova, doblant la seva capacitat, arribant-se el curs 1964-1965 als 300 alumnes interns, amb 13 superiors-professors i 6 professors externs. Poc temps després, en 1969-1970, el Seminari Menor pateix una forta crisi que posa en perill la seva continuïtat. Aquesta situació es resol amb la incorporació el 1971 de Mn. José Manuel García-Díe i Miralles de Imperial com a nou rector, romanent en el càrrec fins a 1978. El succeeix el vicerector Mn. Antoni Oriol Vera, que estarà al capdavant de la Conreria fins a 1992, sent al seu torn substituït per Mn. Josep Anton Arenas, sota el rectorat del qual es procedeix al tancament definitiu del Seminari de la Conreria el 1998. També van col·laborar destacats professors com Francesc Nicolau i Pous o Manuel Tort i Martí. L'antic edifici del seminari va ser cedit a la Fundació Pere Tarrés i actualment funciona com a casa de colònies, amb el nom d'Alberg La Conreria, formant part de l'Inventari del Patrimoni Arquitectònic de Catalunya, i sent protegit com a bé cultural d'interès local.